# La Morera (Castellfollit del Boix)
La Morera és un mas al nord-oest del terme de Castellfollit del Boix (al Bages) catalogat a l'Inventari del Patrimoni Arquitectònic de Catalunya. Es tracta d'una masia formada per diferents cossos realitzats en èpoques diferents. Aquests estan col·locats de manera lineal aprofitant el morro de la muntanya seguint el desnivell. Altres cossos o dependències tanquen l'era de batre avui al davant de la façana principal. Es fa difícil discernir quina era l'edificació originària. Destaca una antiga porta d'entrada a la façana sud amb arc de mig punt adovellat i una finestra a la façana oest amb brancals, llindes i ampits de carreus treballats.
Dates que hi ha inscrites:
- A la llinda de la porta d'entrada: 17-
- A la finestra de la façana lateral: 1828
- A les llindes d'un annexa: 1882 m
- Al cup: "Pere Morera 1877"